# Côte de Cherave
De Côte de Cherave is een beklimming op Rue de Cherave in de Belgische stad Hoei. De beklimming begint ten westen van het stadscentrum van Hoei. Door het Bois de Chaumont loopt de helling tot aan de Chaussée de Dinant.
De helling was opgenomen in de Waalse Pijl 2015 en op 6 juli 2015 passeerde de Ronde van Frankrijk hier.